# Crucibulum
Crucibulum — рід грибів родини Agaricaceae. Назва вперше опублікована 1844 року.

## Класифікація
До роду Crucibulum відносять 9 видів:
- Crucibulum albosaccum
- Crucibulum crucibuliforme
- Crucibulum cyathiforme
- Crucibulum emodense
- Crucibulum juglandicola
- Crucibulum laeve
- Crucibulum parvulum
- Crucibulum simile
- Crucibulum vulgare